# The Ascent
The Ascent est un jeu vidéo d'action-RPG, développé par Neon Giant, édité par Curve Digital et sorti le 29 juillet 2021 sur Windows, Xbox One et Xbox Series,.